# Монеты Сиракуз

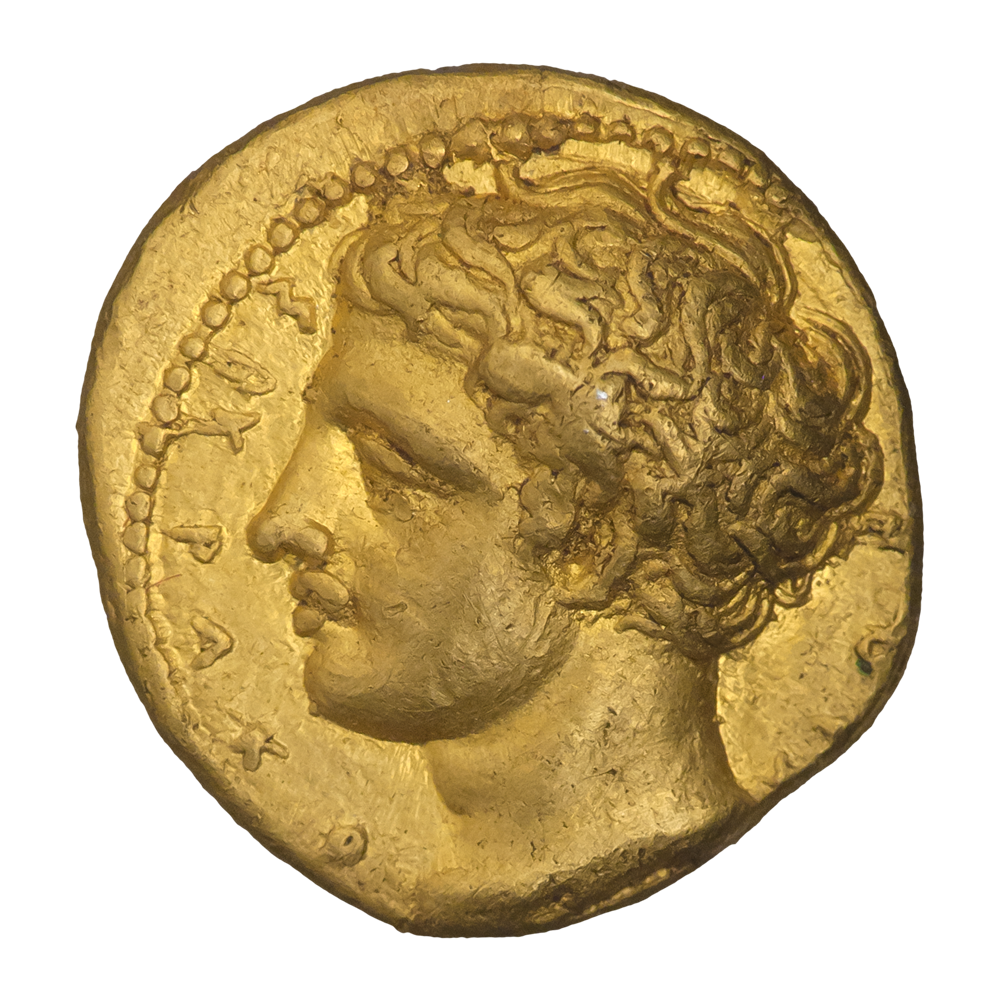
Аверс золотого тетробола, который чеканился в Сиракузах при Дионисии I

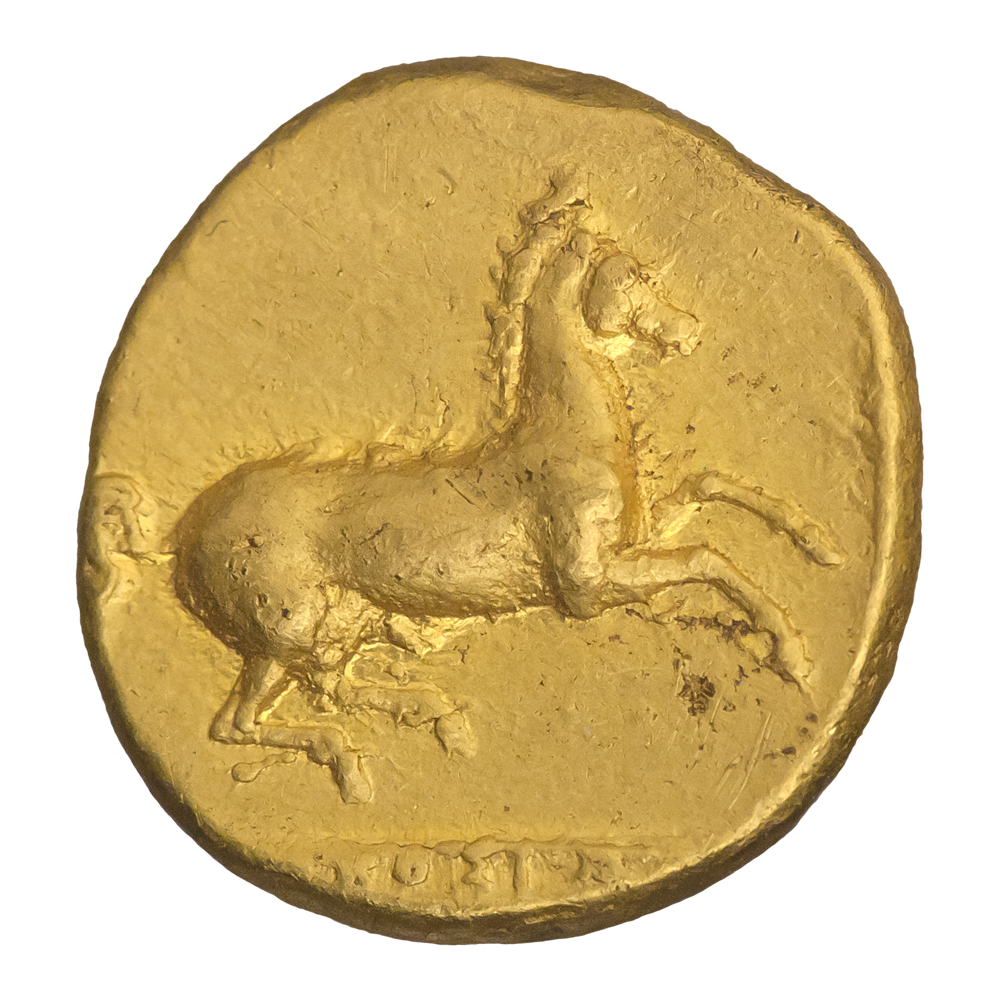
Реверс золотого тетробола, который чеканился в Сиракузах при Дионисии I

Моне́ты Сираку́з — античные монеты, которые чеканились в Сиракузах — одной из первых эллинских колоний, расположенной на восточном берегу Сицилии. Считается, что именно на этих территориях чеканка монет добилась наибольшего расцвета среди всех древнегреческих городов.

## История

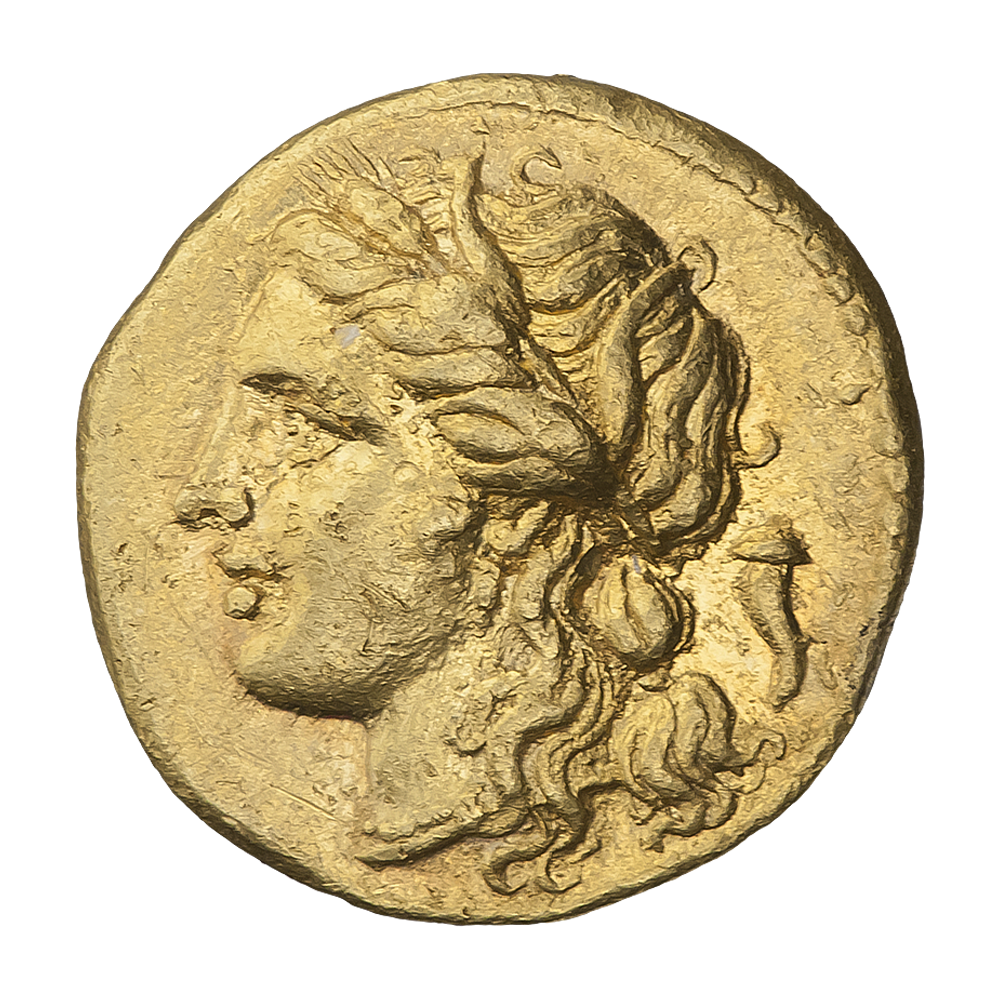
Аверс декадрахмы, которая чеканилась в Сиракузах при Гиероне II

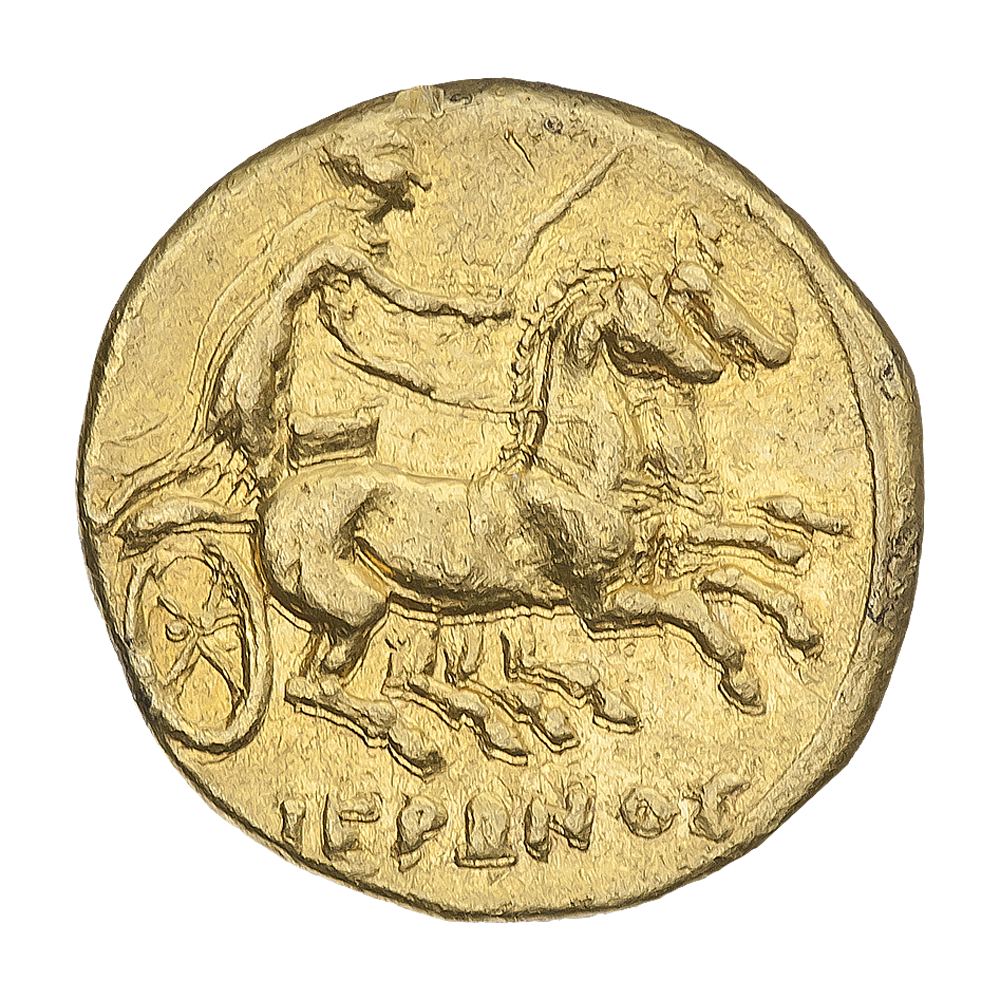
Реверс декадрахмы, которая чеканилась в Сиракузах при Героне II

Во времена античности, в Сиракузах масштабно развивалось монетное дело. На территории города выпускались монеты со сложной чеканкой — например, с колесницами, которые были запряжены четверкой лошадей. Есть предположение, что монетные дворы могли быть отданы в аренду частным лицам, но контроль за их деятельностью и процессом изготовления монет всегда вели государственные служащие. Из-за завоеваний Александра Македонского, а позже Рима, чеканка монет в Сиракузах стала постепенно уменьшаться, пока не была прекращена совсем во времена правления римского императора Диоклетиана.
В IV веке до н. э. на территории Сиракуз, как и в Карфагене, для монетной чеканки использовали электр. Электр представлял собой сплав, состоящий из золота и серебра, который использовали для чеканки монет драгоценных металлов. В античных источниках указано, что отношение золота к серебру в электре определяется как 4:1 или 3:1.
В основу чеканки монет в Сиракузах была положена евбейско-аттическая система, которая была занесена в Сиракузы через евбейских колонистов. Уже со второй половины VI века до н. э., согласно этой системе размер тетрадрахмы значился как 17,44 г и драхмы — 4,36 г.

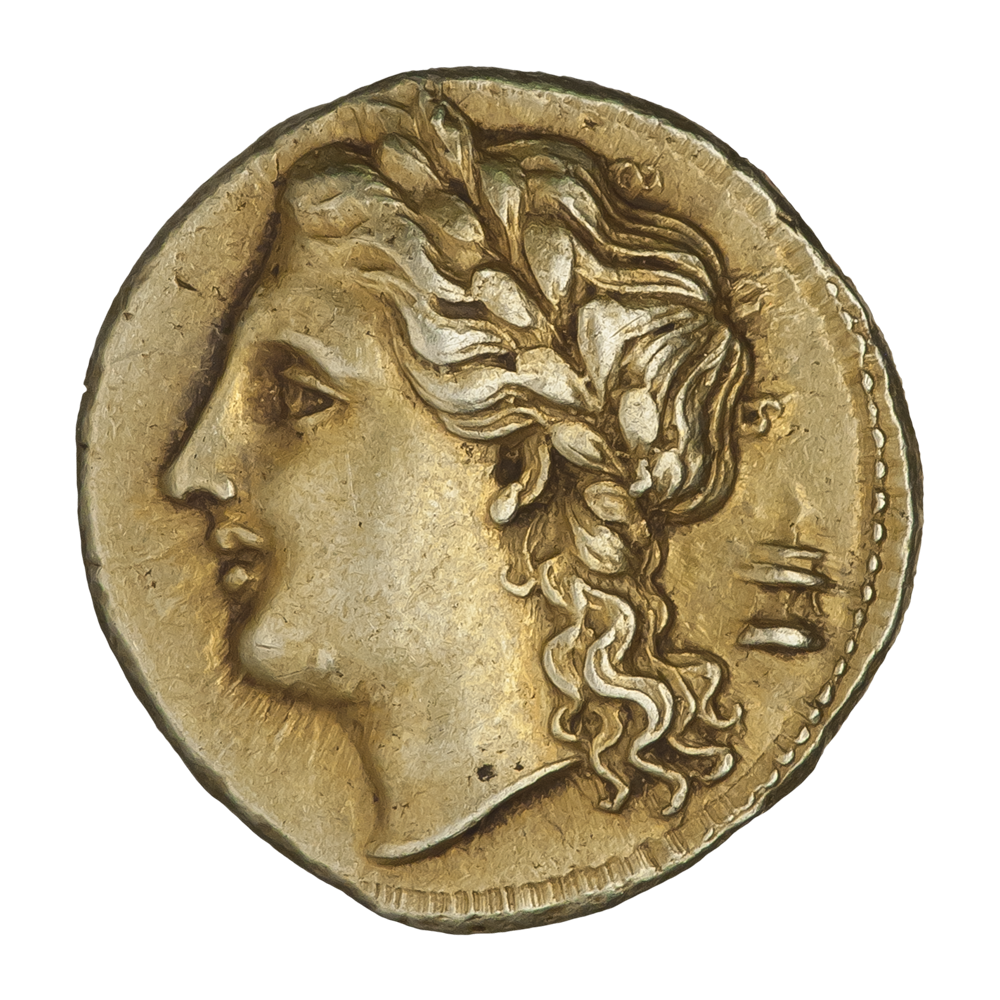
Пятьдесят литр (аверс)
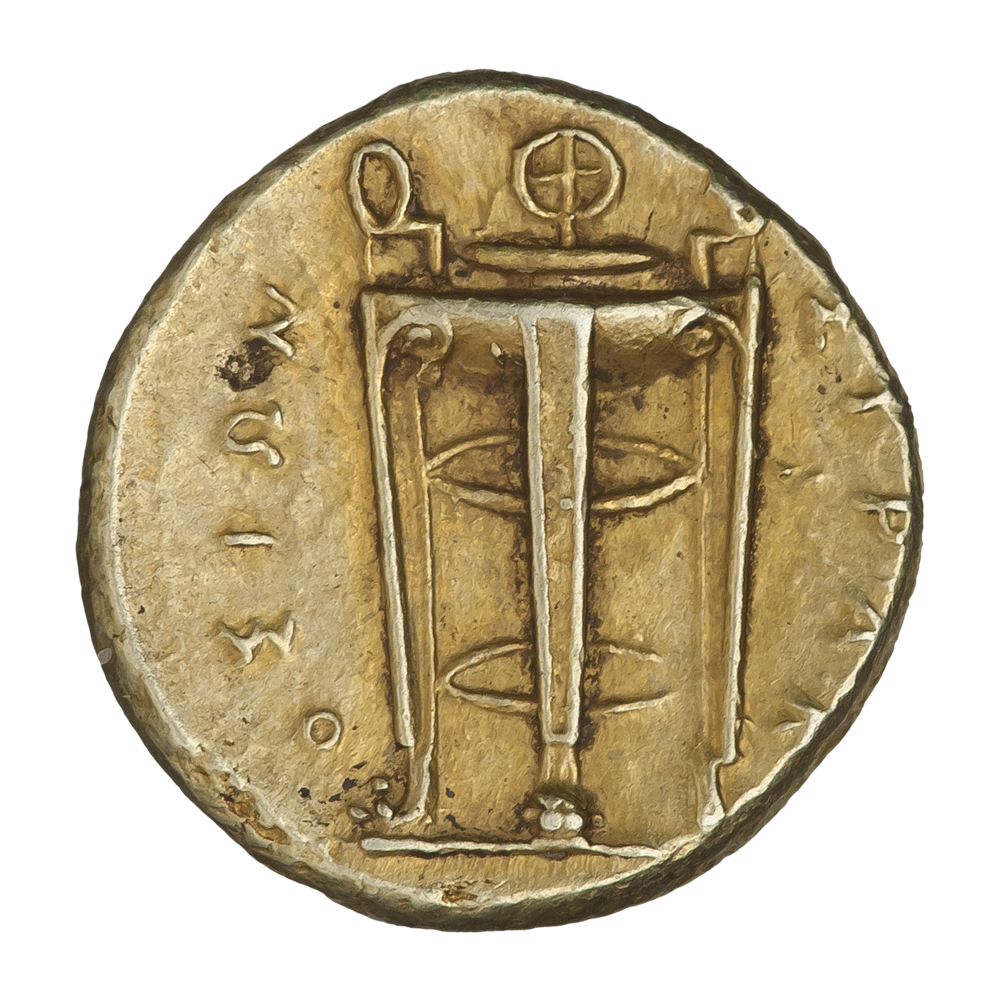
Пятьдесят литр (аверс)
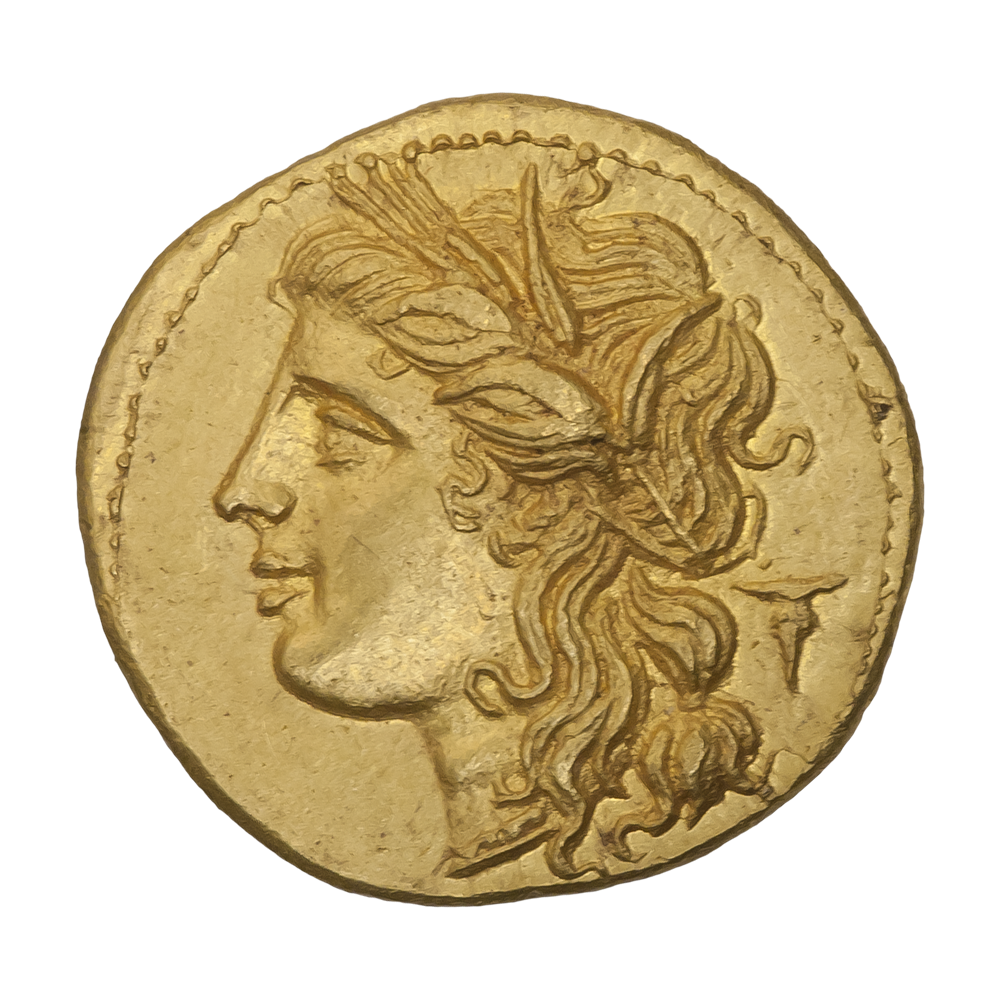
Аверс декадрахмы, чеканившейся чеканилась при Гиероне II
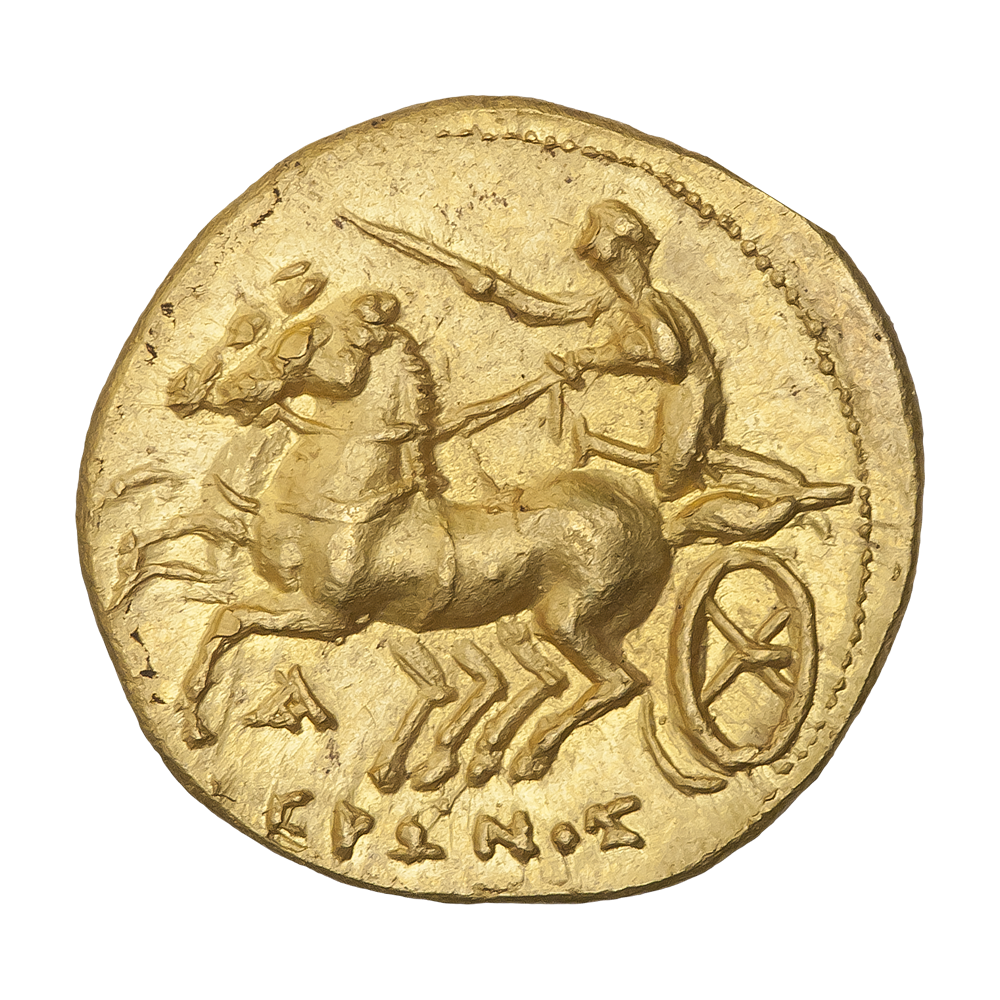
Реверс декадрахмы, чеканившейся при Гиероне II

В Сиракузах чеканились статеры, подобны тем, что выпускались в Коринфе. На их лицевой стороне был изображен пегас, а на оборотной стороне — голова Афины в коринфском шлеме. Но у сиракузских статеров, по сравнению с теми, что чеканились в Коринфе, были незначительные изменения в дизайне — это выражалось в размещении другой буквы на оборотной стороне под ногами пегаса.
В Сиракузах в IV—III веках до н. э. активно пользовались литрой в качестве исходной денежной единицы. Помимо этого, действовали номиналы гемилитрон, тетрас, триас, гектас и онкий, что представляли собой 1,1/2,1/3,1/4,1/6,1/12 литры соответственно. Они обращались в Сиракузах одновременно с серебряной монетой, битой по аттической системе.
Был распространен серебряный эквивалент медной литры — монета весом 0,87 г. Она соответствовала десятой части коринфского статера и пятой части аттической драхмы. Это позволяло легко пересчитывать номиналы аттической системы на литры.
В честь победы царя Гелона I над карфагенянами, в Сиракузах были выпущены декадрахмы. Декадрахмы чеканились из серебра, были аттического веса. Есть свидетельство Диодора, согласно которому декадрахмы выпустила царица Демарета — жена Гелона I. Это стало возможным благодаря дару, который она получила от карфагенян за содействие в возвращении пленных на родину. Многочисленны декадрахмы, которые были выпущены в Сиракузах в конце V века до н. э. Некоторые из них содержат подписи мастеров-резчиков Евэнета и Кимона, которые выполнили для них штемпели.
В последней четверти VI века в Сиракузах зародился и распространился по другим городам Сицилии своеобразный тип оформления лицевой стороны монет, когда под ногами человека или животного идет линия почвы, которая быстро становится чертой обреза и отсекает внизу сегмент, который заполнен либо подписью либо самостоятельным добавочным символом. В Сиракузах развивался тип лицевой стороны : победоносной квадриги с возницей, венчаемым летящей Никой.
Монеты Сиракуз чеканили такие мастера, как Евэнет, Евмен, Кимон, Аристоксен, Евклид. На монетах есть их подписи.
В V веке в Сиракузах было представлено много разных типов монет. У тетрадрахмы тип лицевой стороны — колесница, которая запряжена четверкой коней. На дидрахме изображен молодой парень верхом на коне, который ведет рядом еще одного коня. На драхме — просто юноша на коне. На оболе изображено только колесо. На обороте серебряной литры из этой серии нарисован осьминог. Обол, как и тетробол относились к аттической серебряной чеканке. 1 обол был равен 1/6 драхмы, а тетробол 2/3 драхмы или 4 обола.
Сиракузы много раз выпускали статеры коринфских типов, некоторые монеты даже выпускались с коринфской коппой — признаком статеров, выпущенных в Коринфе.